# Serraca flavescens
Serraca flavescens är en fjärilsart som beskrevs av Hans-Joachim Hannemann 1920. Serraca flavescens ingår i släktet Serraca och familjen mätare. Inga underarter finns listade i Catalogue of Life.